# Plat (gmina Rogaška Slatina)
Plat – wieś w Słowenii, w regionie Sawińskim, w gminie Rogaška Slatina. 1 stycznia 2017 liczyła 95 mieszkańców.